# Mohamed Hany Mohamady
Mohamed Hany Elsayed Ahmed Mohamady, né le 27 janvier 2005, est un nageur égyptien.

## Carrière
Mohamed Hany Mohamady remporte aux Championnats d'Afrique de natation 2021 à Accra la médaille d'or sur 4 x 200 mètres nage libre ainsi que la médaille d'argent sur 200 mètres dos. Il dispute également les courses juniors dans cette compétition, remportant l'or sur 100 et 200 mètres dos, sur 4 x 100 mètres nage libre, sur 4 x 200 mètres nage libre et sur 200 mètres quatre nages, l'argent sur 100 et 200 mètres nage libre ainsi que sur 4 x 100 mètres quatre nages et sur 4 × 100 mètres quatre nages mixte, et le bronze sur 50 mètres dos.
Il obtient aux Championnats d'Afrique de natation 2022 à Tunis la médaille d'argent sur 200 mètres dos et sur 4 × 100 mètres 4 nages ainsi que la médaille de bronze sur 4 × 100 mètres nage libre mixte.